# Bit
În  metrologie, statistică și informatică, un bit (simbol: b) este unitatea de măsură pentru cantitatea de informație . Un bit este cantitatea de informație necesară pentru reducerea incertitudinii la jumătate.  Termenul a fost introdus de matematicianul și statisticianul american John Wilder Tuckey ca o prescurtare combinată a cuvintelor engleze binary digit („cifră binară”), într-un articol din 1948, scris pe vremea când lucra cu John von Neumann la proiectarea unor modele timpurii de computere. În același timp în limba engleză a bit înseamnă „un pic”, „puțin”, „o mică parte din ceva”; astfel pentru vorbitorii de limbă engleză cuvântul bit are și un sens intuitiv.
Un bit poate fi stocat de către un dispozitiv digital sau alt sistem fizic care există în fiecare dintre cele două stări distincte posibile. Acestea pot fi cele două stări stabile de un flip-flop (circuit bistabil), două poziții ale unui întrerupător electric, două  tensiuni distincte sau nivelele de moment  permise de un circuit, două nivele distincte de intensitate a luminii, două direcții de magnetizare sau polarizare magnetică, orientarea reversibilă dublă a ADN catenar, etc.
Exemple de calcul a cantității de informație:
Să presupunem că vedem un zar, dar suntem prea departe ca să vedem ce număr a ieșit. Numărul poate avea 6 valori (1, 2, 3, 4, 5, 6). Cineva ne spune ca numărul este mai mic decât 4. Acum numărul de valori posibile este doar 3 (1, 2, 3). Cantitatea de informație care ne-a fost dată este deci 1 bit, deoarece incertitudinea s-a înjumătățit: de la 6 la numai 3 valori posibile.
Dacă ni s-ar fi spus că numărul ieșit este mai mare decât 4, atunci numărul variantelor rămase ar fi fost 2, iar cantitatea de informație primită ar fi fost log2(6/2) respectiv 1,584962500721156 biți.
Un bit mai are și semnificația fizică a unei celule de memorie a unui calculator care poate conține doar una din două variante posibile: sau 0, sau 1. De aceea, cantitatea de informație stocată într-un bit de calculator este chiar de 1 bit. În funcție de conotația sa, un bit mai poate fi reprezentat și prin perechile „da/nu”, „alb/negru”, „adevărat/fals”, „închis/deschis”.
| Context | Valoare | Valoare  |
| ------- | ------- | -------- |
| Logic   | fals    | adevărat |
| Logic   | nu      | da       |
| Numeric | 0       | 1        |

Atunci când este vorba de viteza unei conexiuni de Internet, aproape întotdeauna aceasta este exprimată în biți, sau kilobiți (Kb), megabiți (Mb) sau gigabiți (Gb). Viteza este calculată pe secundă așa că unitatea de măsură este megabiți pe secundă sau Mbps (Mb/s). 
Alte exemple: 
- electrotehnică: un circuit electric cu două stări care poate genera o tensiune fie de 0 V, fie de 5 V;
- mecanică: un pix care are mina ori scoasă ori retrasă înăuntru;
- mecanică: ușile de tramvai deschise sau închise (dacă ignorăm toate situațiile de tranziție, instabile, de obicei de scurtă durată).

Toate calculatoarele actuale au la baza lor prelucrarea biților, într-o formă sau alta.

## Biții în hardware și software

Relația bit-byte, precum și dimensiunea relativă a unităților de stocare bazate pe octeți

Hardware reprezintă partea fizică a calculatorului. Software reprezintă partea logică a calculatorului.

În computere biții au și o implementare materială, fizică. Această implementare concretă nu este însă standardizată (nu este la fel pentru toate computerele). Ca exemplu, la un computer trecerii curentului printr-un anume punct i se asociază cifra binară 0, iar lipsei curentului cifra 1. La alte computere asocierea aceasta poate fi inversă.
Biții sunt captați și prelucrați de următoarele componente:
1. RAM (Random Access Memory) - numită și "Memoria SCRIE ȘI CITEȘTE", această memorie captează biți care funcționează atâta timp cât calculatorul le folosește. Ei rămân în această memorie permanent pentru a fi folosiți din nou, dar nu funcționează decât când sunt selectate de către utilizator.
2. ROM (Read Only Memory) - numită și "Memoria DOAR CITEȘTE", această memorie stochează biți care funcționează permanent. Cu ajutorul acestei memorii, calculatorul se activează și comunică cu alte părți din el.
3. CPU (Central Proccesing Unit) - este creierul computerului. Procesează biții pe care utilizatorul îi introduce în momentul respectiv.[7]

O structură de opt biți formează un octet, numit și bait, de la cuvântul englez byte, cu simbolul O respectiv B. O cantitate de informație de 210=1024 octeți poartă denumirea (inexactă) de 1 kilooctet (1 kO, 1 kB).
Se recomandă însă folosirea  în scris a  acestor unități numai în forma de singular: 8 bit (nu 8 biți) și 1024 bait (nu 1024 baiți).
Denumirile exacte, corecte, dar încă puțin răspândite, sunt:
- 210 = 1024 octeți = 1 kB (1 Kilobait).
- 1000 octeți = 1 kO (1 kilooctet).

## Convenții
În IEC 60027, Comisia Electrotehnică Internațională (IEC) definește bitul ca simbolul unității binare (de exemplu, kbit pentru kilobit). ISO/IEC IEC 80000-13: 2008  înlocuiește articolele 3.8 și 3.9 din IEC 60027-2: 2005.
IEEE indică în IEEE 1541,  b ca fiind simbol de unitate pentru biți. Această convenție este frecvent utilizată în informatică.

## Arhitecturile de 4, 8, 16, 32, 64 biți
În sistemul binar, un număr de n biți are în general capacitatea de a reprezenta o valoare întreagă între 0 și 2n-1 (un număr total de 2n valori posibile). Astfel, cu 8 biți (măsură denumită de obicei octet) se pot reprezenta toate numerele naturale între 0 și 255 (28=256); 16 biți înseamnă valori posibile între 0 și 65.535; 24 de biți pot reține valori până la 16.777.214, iar 32 de biți până la 4.294.967.295
Microprocesoare cu arhiecturi de 4, 8, 16, 32, 64 biți, se referă la dimensiunea, în număr de biți, pe care o au registrele interne ale procesorului și, de asemenea, la capacitatea de procesare a unității de aritmetică-logică (ALU) ). Un microprocesor pe 4 biți are registre pe 4 biți și ALU face operațiuni cu datele din acele registre pe 4 biți, în timp ce un procesor pe 8 biți înregistrează și procesează datele în grupuri de 8 biți.
Procesoarele de 16, 32 și 64 biți au registre de 16, 32 și 64 biți, și în general pot prelucra datele, atât în dimensiunea biților din registrele lor, cât și, în funcție de designul lor, în  submultiplii ale acestora. Astfel, un procesor pe 16 biți poate prelucra datele în grupuri de 8 și 16 biți, comportându-se ca și cum ar fi un procesor de 8 și 16 biți. Un procesor pe 32 de biți poate prelucra datele în grupuri de 8, 16 și 32 de biți, iar procesorul pe 64 de biți poate prelucra datele în grupuri de 8, 16, 32 și 64 de biți. Pentru a face acest lucru, procesoarele de 16, 32 și 64 biți au în general registrele lor împărțite în alte registre mai mici. Astfel, înregistrările unui procesor pe 32 de biți,  pot fi, la rândul lor, împărțite în registre de 16 biți și 8 biți și pot efectua operațiuni aritmetice și logice cu oricare dintre registrele sale în oricare dintre aceste dimensiuni.

## Legături externe
- Conversie bit, octet, kilobit, kilobyte, megabit Arhivat în 15 octombrie 2019, la Wayback Machine.